# Hội chứng sợ bẩn
Hội chứng sợ bẩn hay khiết phích, ám ảnh sạch sẽ (tiếng Anh: mysophobia, verminophobia, germophobia, germaphobia, bacillophobia và bacteriophobia) là một hội chứng sợ ô nhiễm và vi trùng. Thuật ngữ này được William A. Hammond đặt ra vào năm 1879 khi mô tả một trường hợp rối loạn ám ảnh cưỡng chế liên quan đến việc rửa tay liên tục.
Thuật ngữ mysophobia xuất phát từ tiếng Hy Lạp μύσος (musos, "ô uế") và φόβος (phobos, "sợ hãi").

## Dấu hiệu và triệu chứng

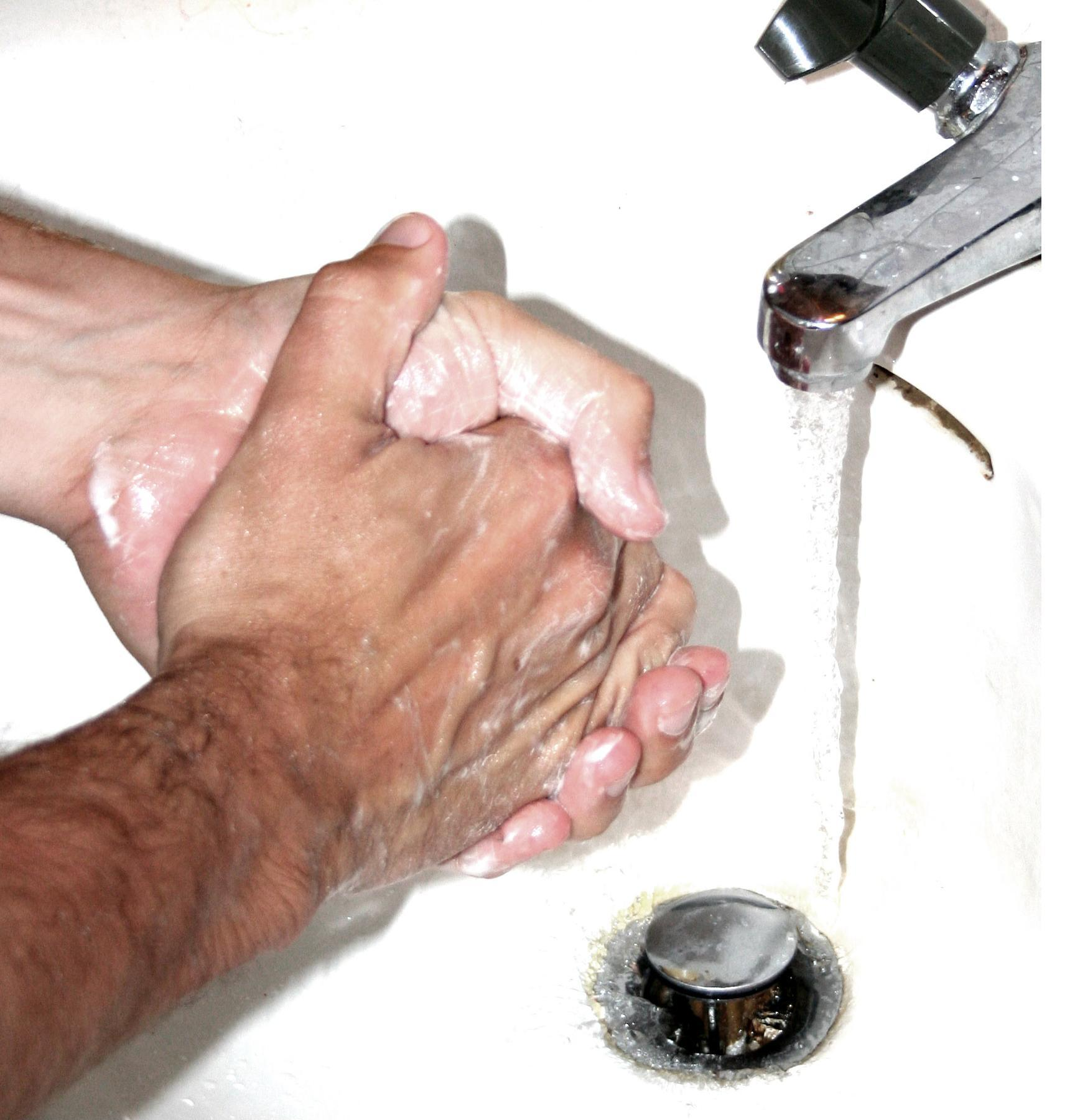
Rửa tay nhiều quá mức cần thiết

Những người mắc hội chứng sợ bẩn thường biểu hiện các dấu hiệu bao gồm:
- rửa tay quá mức
- tránh các vị trí có thể có vi trùng
- sợ tiếp xúc thân thể, đặc biệt là với người lạ
- thực hiện các hành động làm sạch và vệ sinh môi trường xung quanh quá mức
- từ chối chia sẻ vật dụng cá nhân
- sợ bị bệnh

Hội chứng sợ bẩn ảnh hưởng rất lớn đến cuộc sống hàng ngày của cá nhân và có thể gây ra các triệu chứng nghiêm trọng như khó thở, tiết mồ hôi quá nhiều, tăng nhịp tim và hoảng loạn khi gặp phải các trường hợp có thể phải tiếp xúc tới nhiều vi sinh vật.

## Nguyên nhân
Có nhiều yếu tố cơ bản và lý do mà một người có thể dẫn đến hội chứng sợ, chẳng hạn như lo lắng, trầm cảm hoặc chấn thương tâm lý. Trưởng thành trong một nền văn hóa mà vệ sinh được liên kết chặt chẽ vào xã hội (sử dụng chất khử trùng tay, nắp đậy, khăn lau kháng khuẩn cho các vật dụng thường được sử dụng) cũng có thể là động lực chính cho sự phát triển của hội chứng sợ bẩn.

## Xã hội
Một số người nổi tiếng mắc hội chứng sợ bẩn bao gồm Howard Stern, Nikola Tesla, Howard Hughes, Howie Mandel và Saddam Hussein.